# Миранда, Ранульфо
Рану́льфо Мира́нда (исп. Ranulfo Miranda Fleitas; род. 27 мая 1927 года, Арегуа, департамент Сентраль — 19 апреля 2017) — парагвайский футболист и тренер. Возглавляемая им сборная Парагвая в 1979 году стала победителем Кубка Америки.

## Биография
Ранульфо Миранда выступал в 1940-е годы за «Гуарани», был лучшим бомбардиром команды. В 1949 году помог «Гуарани» завоевать пятый титул чемпиона Парагвая, причём предыдущее чемпионство было добыто «индейцами» в 1923 году. Впоследствии Миранда выступал в Колумбии за «Америку» и «Онсе Кальдас».
В 1947 году Миранда завоевал серебро чемпионата Южной Америки в Эквадоре. Он сыграл в четырёх из семи матчей сборной Парагвая на турнире — выходил в стартовом составе против Уругвая (победа 4:2) и Колумбии (2:0), а также выходил на замену в поединках с Перу (2:2) и Боливией (3:1).
По окончании карьеры футболиста стал работать тренером. Работал у себя на родине с такими командами, как «Гуарани», «Серро Портеньо», «Насьональ», «Рубио Нью». В 1979 году возглавил сборную Парагвая, которую привёл к победе в Кубке Америки. Этот турнир имел необычный формат — в течение года сборные проводили матчи группового этапа без определённой страны-организатора, а далее определили чемпиона по схеме «плей-офф» — формат, обычно используемый в клубных континентальных турнирах. В связи с тем, что в том же сезоне асунсьонская «Олимпия» впервые в своей истории завоевала Кубок Либертадорес и Межконтинентальный кубок, Миранде приходилось сильно варьировать состав в зависимости от загрузки «олимпийцев» — в девяти матчах приняли участие 32 футболиста. В первой финальной игре на «Дефенсорес дель Чако» парагвайцы разгромили сборную Чили со счётом 3:0. В ответной игре чилийцы взяли реванш 1:0, но командам по регламенту пришлось проводить третью игру в Буэнос-Айресе. Перед решающей встречей тренеру пришлось решать новую проблему — одного из лидеров полузащиты Уго Талаверу в сборную не отпустила «Олимпия», и на его позиции сыграл Ромерито. Матч завершился 0:0 в дополнительное время, и в итоге Парагвай был признан чемпионом за счёт лучшей разницы забитых мячей в финальном противостоянии.
Миранда покинул сборную в 1980 году. В 1983—1985 годах он вновь возглавлял национальную сборную. Также он тренировал зарубежные команды — гватемальский «Комуникасьонес», сальвадорскую «Альянсу», боливийский «Хорхе Вильстерманн», колумбийский «Депортиво Перейра», а также эквадорские ЛДУ Кито, «Ольмедо» и «Макару». В 1996—1998 годах работал в тренерском штабе сборной Парагвая, которую возглавлял бразилец Пауло Сезар Карпежиани.

## Титулы и достижения

### В качестве игрока
- Чемпион Парагвая (1): 1949
- Вице-чемпион Южной Америки (1): 1947

### В качестве тренера
- Чемпион Серии B Эквадора (1): 1971
- Победитель Кубка Америки (1): 1979